# Molophilus subalpicola
Molophilus subalpicola är en tvåvingeart som beskrevs av Alexander 1931. Molophilus subalpicola ingår i släktet Molophilus och familjen småharkrankar. Inga underarter finns listade i Catalogue of Life.